# かねやす
座標: 北緯35度42分26.1秒 東経139度45分37.4秒 / 北緯35.707250度 東経139.760389度
かねやすは東京都文京区本郷三丁目で営業していた洋品店。江戸時代から当地で続いていた店で、江戸の範囲を現す「本郷も かねやすまでは 江戸のうち」という川柳でも知られた。

## 概要
「かねやす」を興したのは初代・兼康祐悦（かねやす ゆうえつ）で、京都で口中医をしていた。口中医というのは現代でいう歯医者である。徳川家康が江戸入府した際に従って、江戸に移住し、口中医をしていた。
元禄年間に、歯磨き粉である「乳香散」を製造販売したところ、大いに人気を呼び、それをきっかけにして小間物店「兼康」を開業する。「乳香散」が爆発的に売れたため、当時の当主は弟にのれん分けをし、芝にもう一つの「兼康」を開店した。同種の製品が他でも作られ、売上が伸び悩むようになると、本郷と芝の両店で元祖争いが起こり、裁判となる。これを裁いたのは大岡忠相であった。大岡は芝の店を「兼康」、本郷の店を「かねやす」とせよ、という処分を下した。本郷の店がひらがななのはそのためである。その後、芝の店は廃業した。
1730年（享保15年）、大火事が起こり、復興する際、大岡忠相は本郷の「かねやす」があったあたりから南側の建物には塗屋・土蔵造りを奨励し、屋根は茅葺きを禁じ、瓦で葺くことを許した。このため「かねやす」が江戸の北限として認識されるようになり、「本郷も かねやすまでは 江戸のうち」の川柳が生まれた。なお、1818年（文政元年）に江戸の範囲を示す朱引が定められたが、これはかねやすよりはるか北側に引かれた。
その後のかねやすは7階建ての「かねやすビル」となり、1階をかねやすの店舗とし、2階以上をテナントに貸し出していた（以前道路拡張工事の為、移転の危機に晒された事もあるが、結局場所を少しだけずらす事で決着を見た）。2021年時点でビルは存在するが、1階の店舗は営業を停止している。東京（江戸）という都市部に於いて度重なる大火や地震、戦災を経ても同一店舗が400年にわたって存在するのは珍しい事例であった。

## 画像

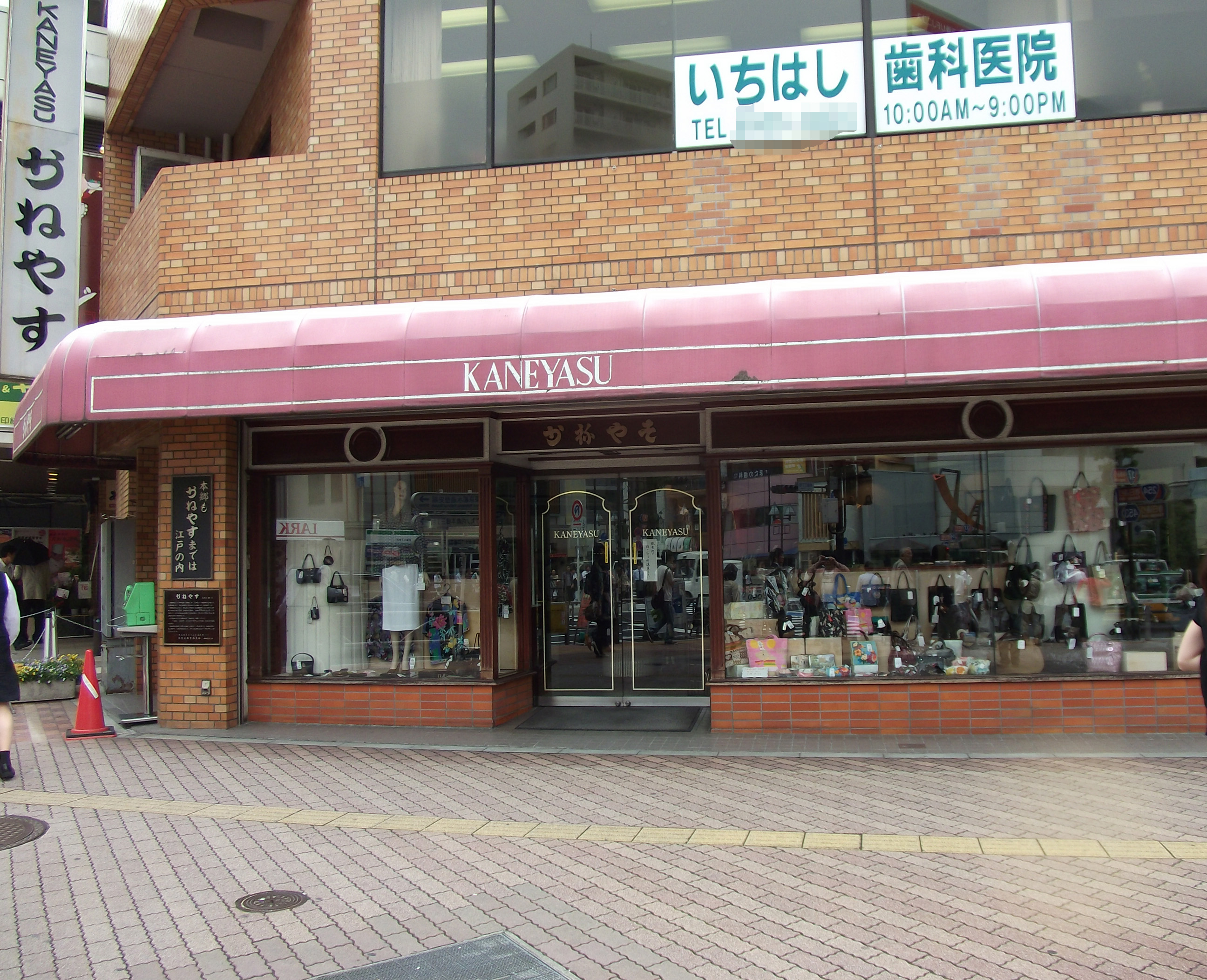
かねやす（2011年6月3日撮影）
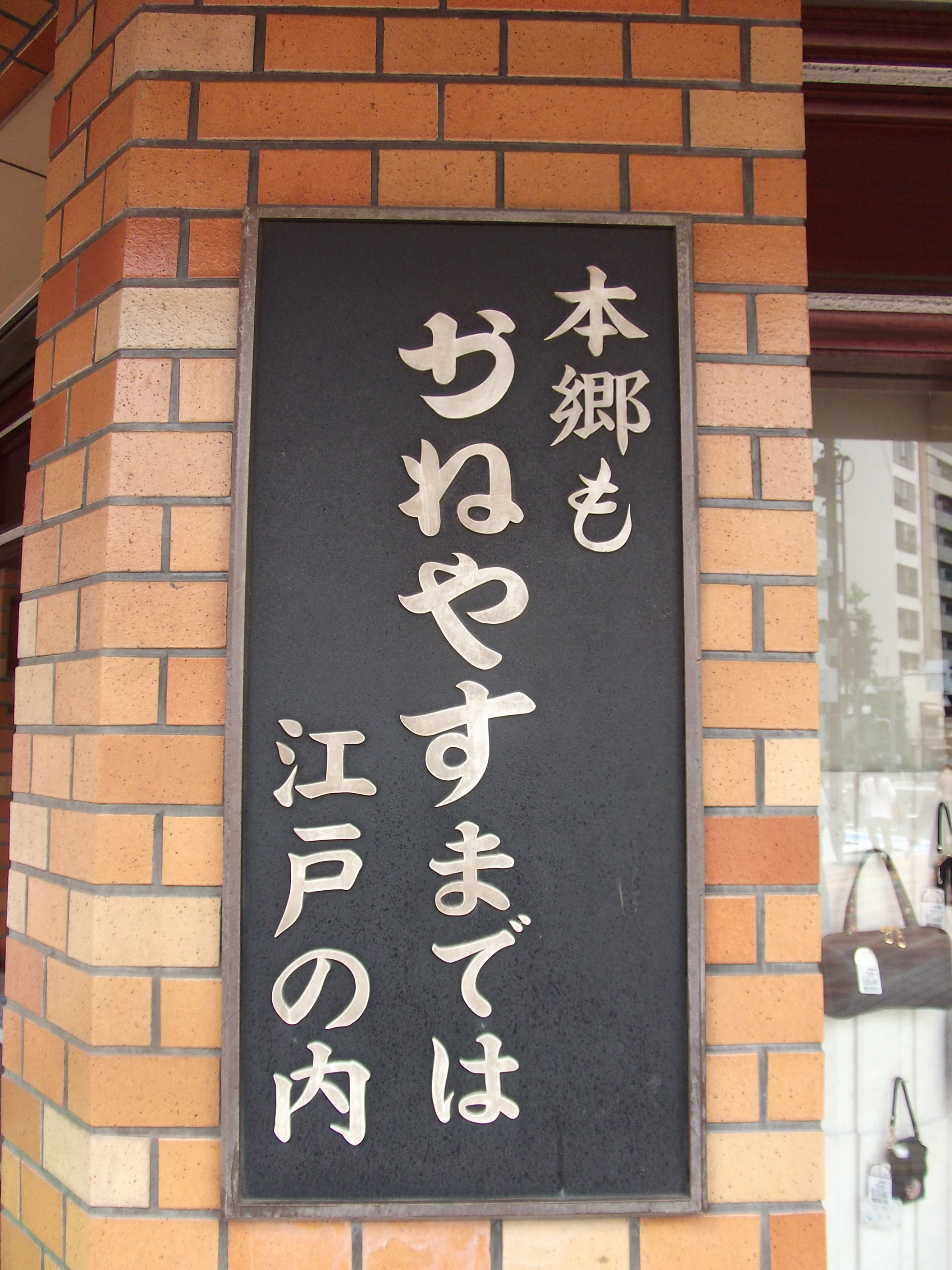
かねやす店頭
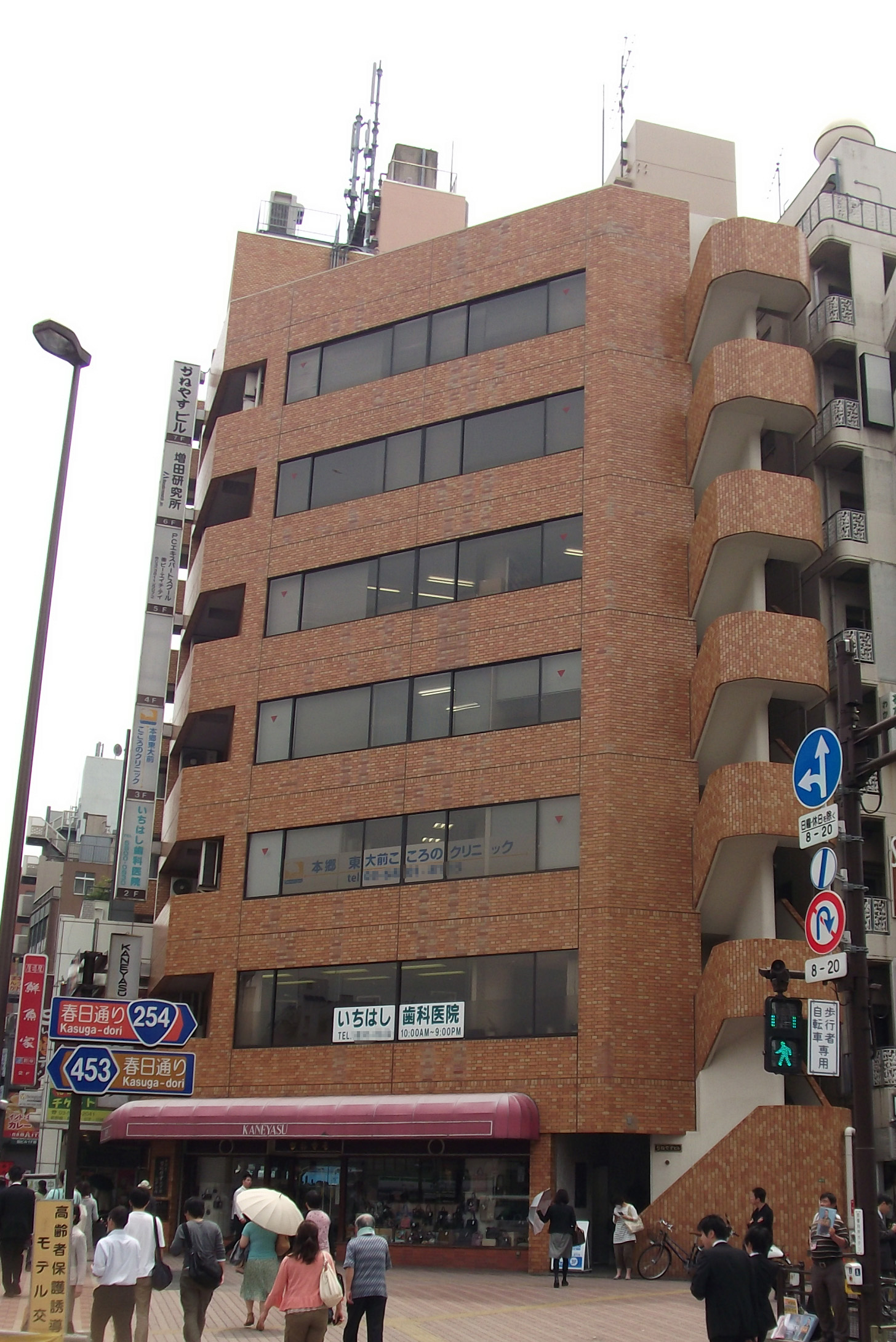
かねやすビル全体（2011年6月3日撮影）